# Wuzhishan

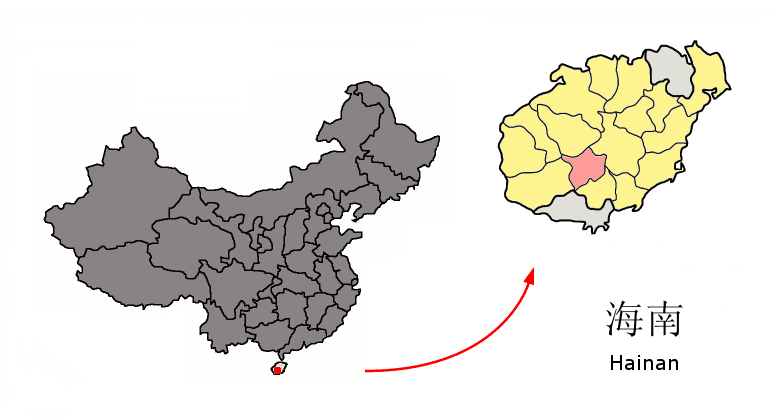
Lage der kreisfreien Stadt Wuzhishan in Hainan

Die Stadt Wuzhishan (chinesisch 五指山市, Pinyin Wǔzhǐshān Shì) ist eine kreisfreie Stadt in der chinesischen Inselprovinz Hainan. Wuzhishan untersteht direkt der Provinzregierung. Die Fläche beträgt 1.129 Quadratkilometer und die Einwohnerzahl 112.269 (Stand: Zensus 2020).